# Nyikolaj Fjodorovics Makarov
Nyikolaj Fjodorovics Makarov (orosz betűkkel: Николай Фёдорович Макаров; Szaszovo, 1914. május 22. – Tula, 1988. május 14.) orosz nemzetiségű szovjet fegyvertervező. Legismertebb alkotása a Makarov-pisztoly.
1914. május 22-én született a Rjazanyi kormányzóság Szaszovo nevű városában. Apja vasúti gépész volt. 1929-ben fejezte be a hatosztályos általános iskolát, majd ezt követően Rjazanyban egy gépipari szakiskolában tanult. 1931-ben visszatért szülővárosába, Szaszovóba, és az ottani fűtőházban kezdett el dolgozni esztergályosként. Munka mellett, az ún. dolgozók iskolájában szerzett középfokú végzettséget. 1936-ban beiratkozott a Tulai Műszaki Főiskolára. 1941-ben a diplomamunkája előtti szakmai gyakorlatát töltötte, amikor kitört a második világháború. Ezért a diplomamunka megvédése nélkül, gyorsított eljárással mérnöki oklevelet kapott, amely az esti tagozaton szerzett mérnöki végzettséggel volt egyenértékű. Makarovot Zagorszkba (ma: Szergijev Poszad) vezényelték, az ottani fegyvergyárba, ahol Spagin PPS géppisztolyának sorozatgyártása folyt. Makarov Spagin mellett dolgozott, előbb a gyártás felügyeletével foglalkozott, később Spagin maga mellé vette a tervezőirodába. Makarov későbbi fegyvertervezői pályafutását a Spaginhoz fűződő ismeretsége alapozta meg. 1944-ben formálisan is befejezhette főiskolai tanulmányait, és a Tulai Műszaki Főiskolán gépészmérnöki oklevelet kaphatott.
A háború után a tulai CKB–14 (ma: KBP) tervezőirodában folytatta pályafutását. Az addig igen elterjedt, de a második világháború végére már elavult, nehéz és pontatlan TT pisztoly leváltására 1945-ben írtak ki pályázatot. Makarov 1947-re a pályázatra kétféle változatban készítette el saját konstrukcióját. A TKB–412 a TT-pisztolynál is használt 7,62 mm-es pisztolylőszert tüzelte, míg a TKB–429 változathoz saját, 9×18 mm-es lőszert tervezett. A pályázaton végül a 9 mm-es változat győzött. A külsőre a német Walther PP pisztolyra emlékeztető, de szerkezetileg attól eltérő és sokkal egyszerűbb kialakítású fegyverrel 1949-től intenzív lőtéri próbák kezdődtek. A sikeres tesztelési folyamatot követően 1951-ben a Szovjet Hadsereg PM (Pisztolet Makarova / Пистолет Макарова) típusjellel rendszeresítette a fegyvert. A Makarov-pisztolyból a közel 5 évtizedes sorozatgyártás alatt mintegy 5 millió darab készült a tulai fegyvergyárban és az Izsevszki Gépgyárhoz tartozó Izsevszki Mechanikai Gyárban (Izsmeh).
Makarov másik jelentős fegyvere az AM–23 típusjelű, 23 mm-es repülőgép-fedélzeti gépágyú, amelyet Nyikolaj Afanaszjevvel együtt tervezett. Az AM–23 az 1950–1960-as évek egyik legnagyobb számban gyártott repülőgép-fedélzeti fegyvere volt. Elsősorban bombázó és szállító repülőgépek önvédelmi fegyvereként alkalmazták toronyba építve (mint például a Tu–95 bombázón, vagy az An–12 szállító repülőgépen). A gépágyút 1953-tól 1972-ig gyártották. Makarov később a páncéltörő rakétarendszerek tervezésével foglalkozott. Jelentős szerepe volt a 9M111 Fagot és 9M113 Konkursz rakétarendszerek kifejlesztésében.
1974-ben vonult nyugdíjba. 36 darab, fegyverekkel kapcsolatos szabadalom fűződik a nevéhez. Számos díjat és kitüntetést kapott munkásságáért. Kétszer, 1952-ben és 1967-ben kapott Állami-díjat, egy alkalommal, 1971-ben pedig Lenin-renddel tüntették ki. Nyugdíjba vonulása alkalmából a Szocialista Munka Hőse kitüntetést is megkapta.
1988. május 14-én hunyt el Tulában súlyos betegség következtében.